# Mister España Internacional 2014
Mister España Internacional 2014 fue la segunda (2º) edición del Certamen de Belleza Nacional, Mister España Internacional, el cual se llevó a cabo el sábado 20 de septiembre de 2014 en el marco de las fiestas patronales de Guía de Isora, en la provincia de Santa Cruz de Tenerife.
Al final de la velada Adrián Gallardo, Mister España Internacional 2013 de Málaga, coronó al representante de Alicante, David Roca como Mister España Internacional 2014, el cual debía representar a España en Mister Internacional 2014. Dicha representación debía tener lugar en el certamen que se celebró en el mes de febrero de 2015 en Seúl (Corea del Sur), pero no se pudo llevar a cabo por problemas organizativos de la ciudad sede del certamen internacional, algo que hizo que muchos de los representantes nacionales no acudiesen finalmente al certamen.

## Resultados
| Resultado                   | Candidato |
| --------------------------- | --- |
| Mister España Internacional | - Alicante - David Roca |
| Primer Finalista            | - Valencia - José de Haro |
| Segundo Finalista           | - Las Palmas - Edmundo Perdomo |
| Tercer Finalista            | - Málaga - Daniel Torres |
| Cuarto Finalista            | - Tarragona - José María García |
| Semifinalistas              | - Barcelona - Cristian Alonso - Canarias - Yeray Vega - Huelva - Jesús Castilla - Murcia - Daniel Momprevil - Navarra - Miguel Arriezu - País Vasco - Rubén García - Santa Cruz de Tenerife - Alexis Gasalla |
| Premios Especiales          | |
| Redes Sociales              | - Barcelona - Cristian Alonso |
| Baño                        | - Las Palmas - Edmundo Perdomo |
| Top Model                   | - Valencia - José de Haro |
| Talento                     | - Málaga - Daniel Torres |
| Deporte                     | - Tarragona - José María García |
| Traje Típico                | - Alicante - David Roca |

## Candidatos Oficiales
| Área                   | Candidato         |
| ---------------------- | ----------------- |
| Alicante               | David Roca        |
| Almería                | Juan Junquera     |
| Aragón                 | Óscar Olivares    |
| Asturias               | Cristian López    |
| Badajoz                | Alejandro Cifo    |
| Barcelona              | Cristian Alonso   |
| Cáceres                | Brais Bugarín     |
| Cádiz                  | Cristian Carcela  |
| Canarias               | Yeray Vega        |
| Cantabria              | Diego González    |
| Castellón              | Héctor Villena    |
| Castilla-La Mancha     | Miguel Lozano     |
| Castilla y León        | Adrián Otero      |
| Ceuta                  | David Payán       |
| Córdoba                | Rafael Abad       |
| Gerona                 | Iván Serrano      |
| Granada                | Pablo Carmona     |
| Huelva                 | Jesús Castilla    |
| Jaén                   | Manuel Garrido    |
| La Rioja               | Daniel Jiménez    |
| Las Palmas             | Edmundo Perdomo   |
| Lérida                 | Javier Sánchez    |
| Madrid                 | Mario Hervás      |
| Málaga                 | Daniel Torres     |
| Melilla                | Alfonso Rodríguez |
| Murcia                 | Daniel Momprevil  |
| Navarra                | Miguel Arriezu    |
| País Vasco             | Rubén García      |
| Sevilla                | Pedro Fernández   |
| Tarragona              | José María García |
| Santa Cruz de Tenerife | Alexis Gasalla    |
| Valencia               | José de Haro      |

## Datos acerca de los candidatos
- Algunos de los delegados del Mister Internacional España 2014 han participado, o participarán, en otros certámenes de importancia internacionales:
  - David Roca (Alicante) fue segundo finalista en Mister Real Universe 2015 celebrado en Ecuador.
  - Jose de Haro (Valencia) fue Top 20, finalizando en la posición número 15 en Mister Supranational 2016 celebrado en Polonia.
  - Daniel Torres (Málaga) participará en Mister International 2016 a celebrarse en Tailandia.
  - Jose María García (Tarragona) fue segundo finalista en Mister Global 2016 celebrado en Tailandia.

## Jurado Calificador
- Fran Fajardo, periodista de Canarias7 (Presidente del Jurado Calificador).
- Daniel de la Iglesia, periodista de Diez Minutos.
- Carlos Pérez Gimeno, periodista de El Confidencial y TVE.
- Alejandra Andreu, Miss Internacional 2008.
- Tomás Armado Martín, director de Publiservic Canarias.
- Óscar Javier Fernández, eestilista de las revistas QMD, AR y Diez Minutos.
- Anthony Pico, director de Bookelia.com.
- Javier Báez, director del Grupo Velox.
- Ángela Loriente, vicepresidenta del Grupo Conybar.
- Armando Pinedo, director de comunicación del Grupo CIO.
- José Toré, asesor del certamen Mister España Internacional.

## Enlaces
- Sitio web oficial
- Mister España Internacional